# Fender Stratocaster
Fender Stratocaster（有時亦簡稱為Strat、ST）是利奥·芬达、比爾·卡森、乔治·威廉·富勒顿和弗雷迪·塔瓦雷斯於1954年所設計的電吉他型號，由芬達樂器公司（英語：Fender）從1954年以來一直持續生產至今。它是一把雙切角吉他，延伸出兩支頂角以便保持平衡。Stratocaster受到許多主音吉他手的青睞，亦曾參與許多歷史上著名的錄音。它和Gibson Les Paul齊名，是世界上最受歡迎、最熱銷和被仿製最多的電吉他型號之一。它的設計甚至超越音樂領域，躋身史上最佳經典工業設計，在世界各主要博物館展出。Stratocaster除了在美國之外，亦在墨西哥、日本與中國等地生產。

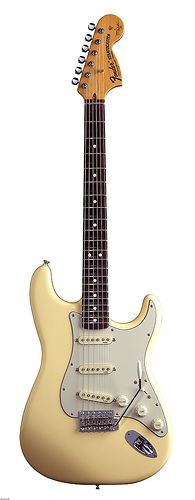
英格威·玛姆斯汀的簽名Fender Stratocaster吉他

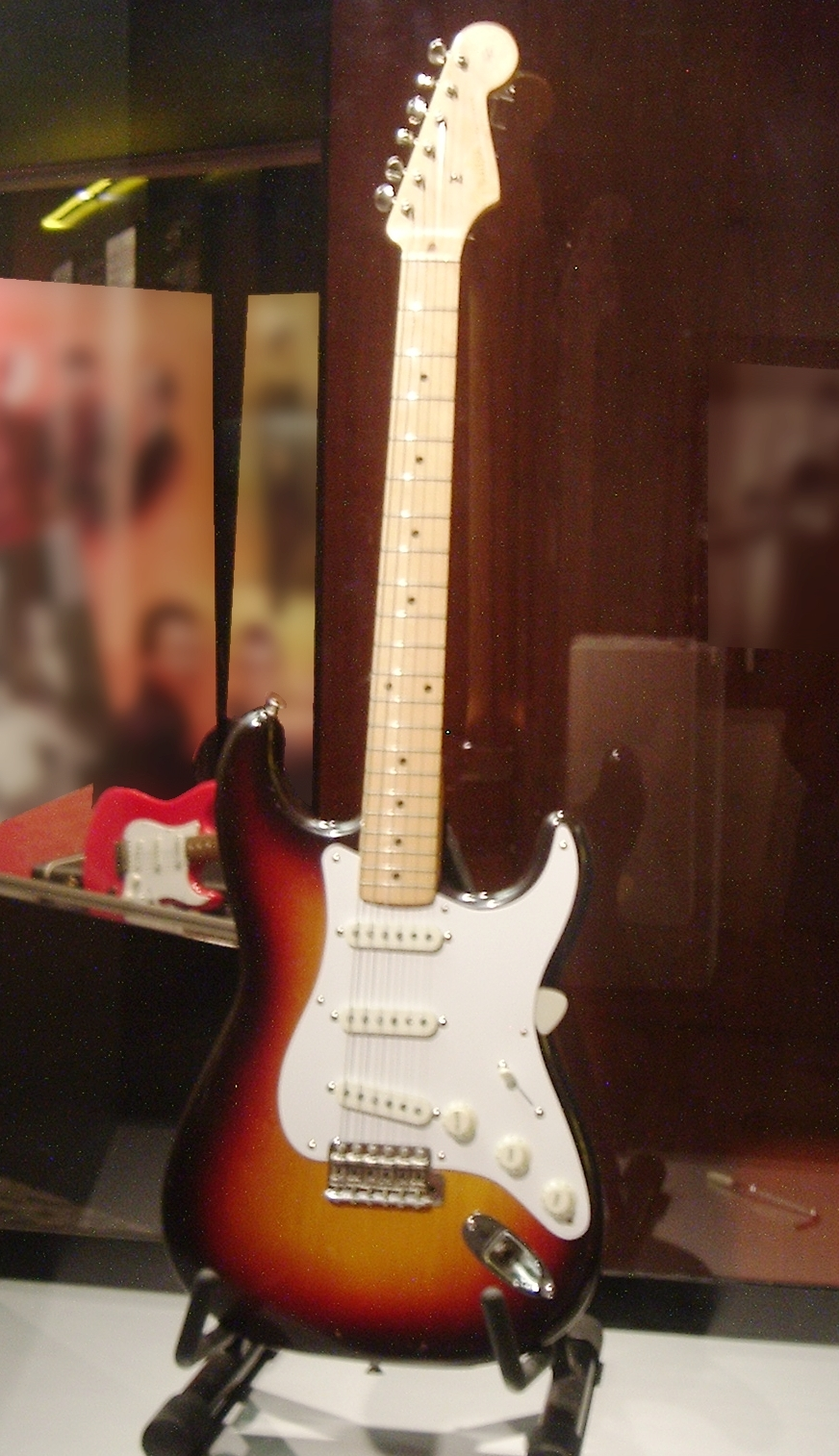
巴迪·霍利的Fender Stratocaster吉他

## 歷史
在1950年，第一種實心電吉他型號Fender Telecaster以及第一種電貝斯型號Fender Precision Bass在市場上取得了成功之後，Fender公司的創始人李奧·芬達在1952年開始了新的吉他型號的開發工作，及後在1954年生產了Stratocaster。

## 外部連結
- Fender（页面存档备份，存于） 官方網站